# Sophie Kumpen
Sophie-Marie 'Sophie' Kumpen (Hasselt, 30 oktober 1974) is een Belgisch voormalig karter en autocoureur die vijf jaar lang uitkwam op de Wereldkampioenschappen in de Formula A, K en Super A klasses.

## Biografie
Kumpen werd geboren te Hasselt en groeide op als dochter van de voormalig voorzitter van KRC Genk, Robert Kumpen. Diens broer Paul Kumpen en zijn zoon Anthony Kumpen waren beiden rallyrijder en autocoureur. Omdat er in de familie werd geracet, begon ook Kumpen op elfjarige leeftijd met karten. Ze had een succesvolle carrière in de karting, waar ze het onder anderen opnam tegen voormalig coureurs als Jenson Button, Nick Heidfeld, Jarno Trulli en Giancarlo Fisichella. Ze kwam uit als coureur in verschillende klasses. Haar grootste overwinning was het winnen van de Andrea Margutti Trophy in 1995.
Na haar huwelijk met coureur Jos Verstappen stopte ze in 1996 met de sport en richtte zij zich op het opvoeden van hun twee kinderen en bijstaan van haar echtgenoot bij diens loopbaan als autocoureur. Beide kinderen uit het huwelijk gingen ook weer karten en zoon Max Verstappen zou uiteindelijk Formule 1-coureur worden, net als zijn vader. In 2008 kwam een eind aan het huwelijk met Verstappen en in 2013 keerde Kumpen nog korte tijd terug als coureur in de Formido Swift Cup. Tijdens de finaleraces in 2013, op het circuit van Zandvoort, crashte zij in haar Suzuki Swift en brak daardoor een rugwervel. Dit was het definitieve einde van haar loopbaan als autocoureur.
Na haar sportloopbaan ging Kumpen werken als maatschappelijk ondersteuner bij het OCMW in Maaseik.

## Resultaten
- 1991: 9de World Championship Formula A
- 1992: 26ste World Championship Formula K
- 1993: 29ste World Championship Formula Super A
- 1994: 17de World Championship Formula Super A
- 1995:  Andrea Margutti Trophy - Formula A